# 什波拉
什波拉（烏克蘭語：Шпола，羅馬化：Shpola，發音：[ˈʃpɔlɐ]）是乌克兰中部切爾卡瑟州兹韦尼霍罗德卡区什波拉市镇内的城市，2020年7月18日前为什波拉區的行政中心。該市距離州府切爾卡瑟69公里，始建于1594年，面積22.46平方公里，海拔高度94米，2022年人口数量为16,323人。

## 图集

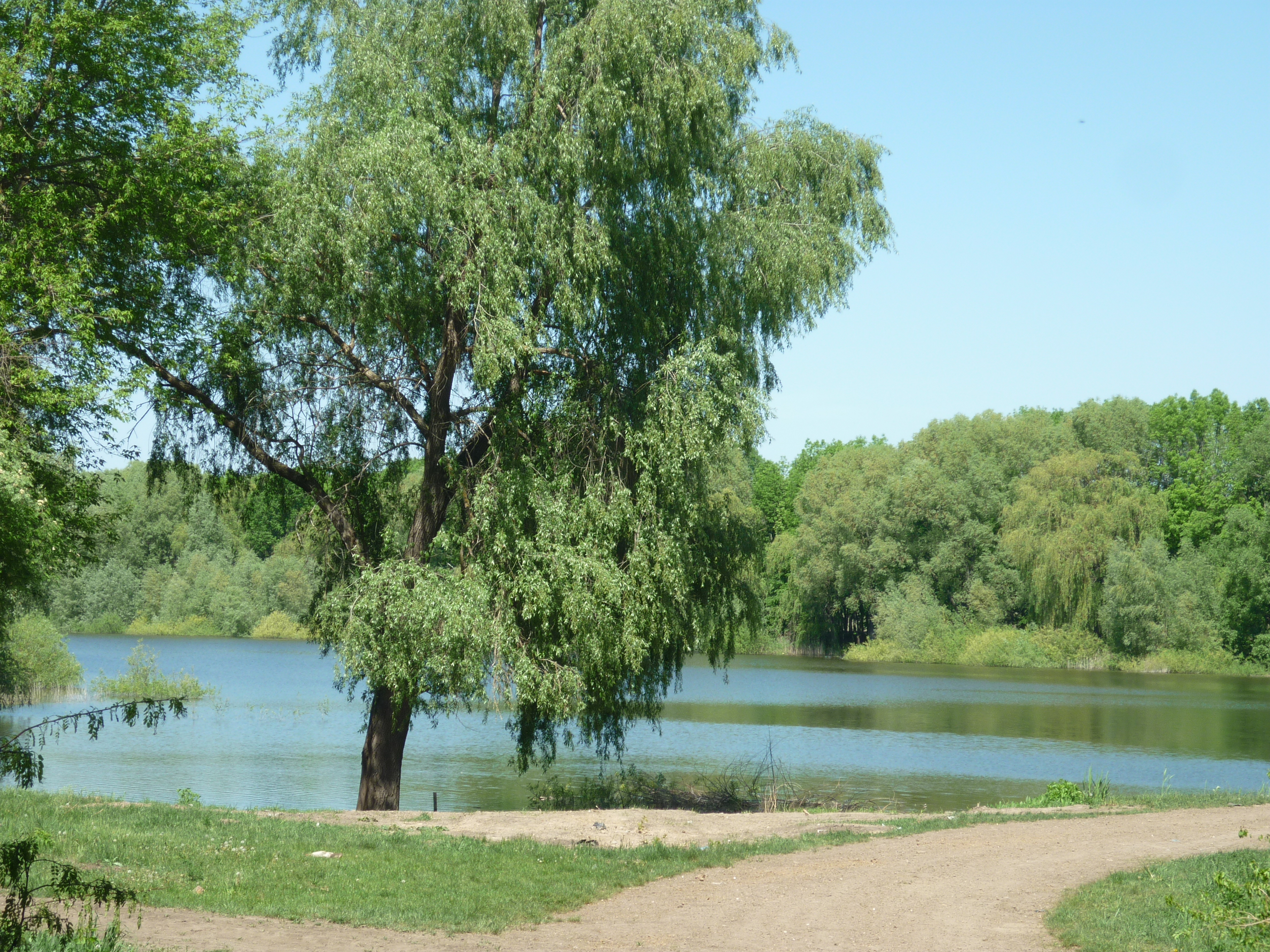
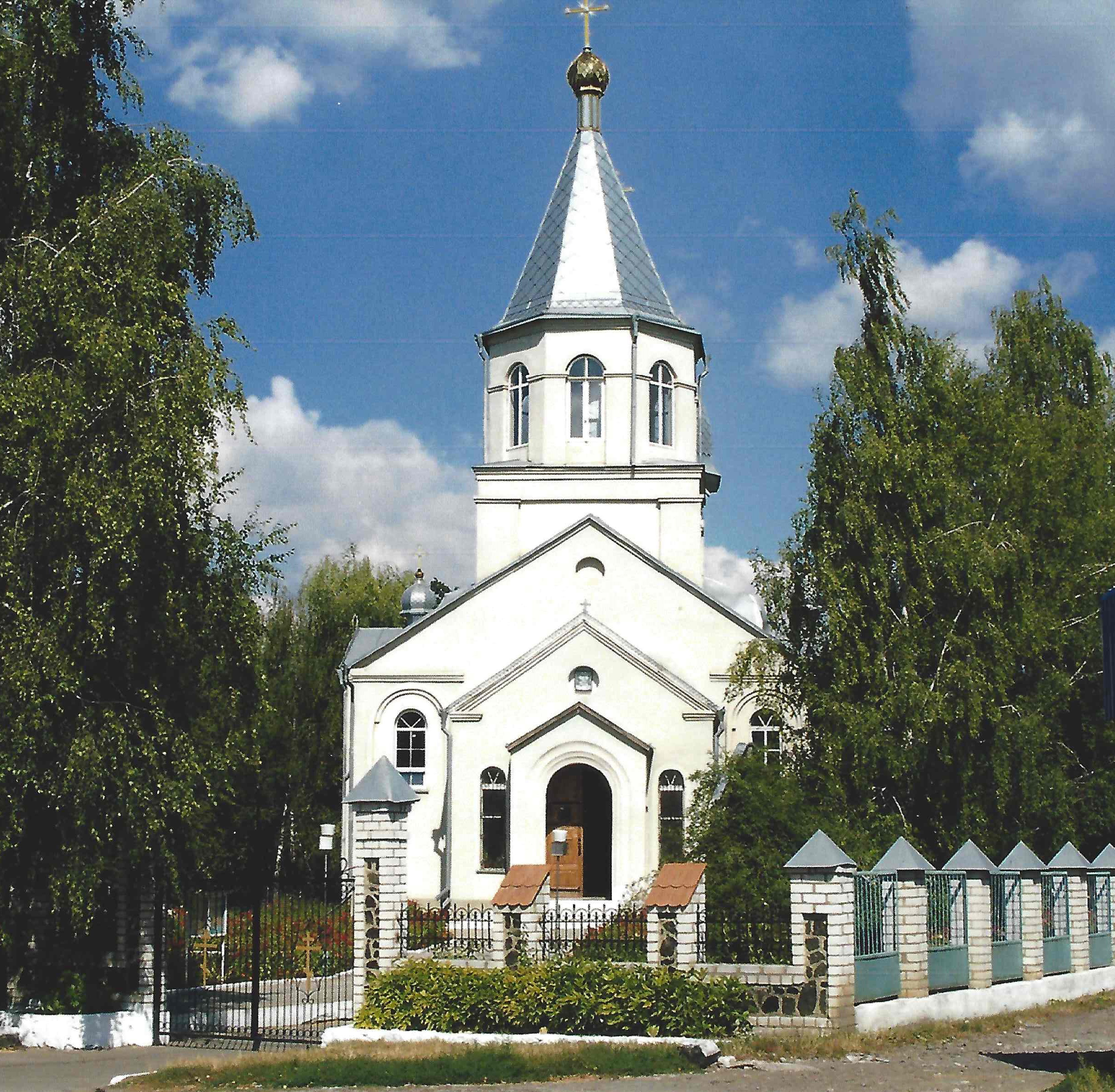
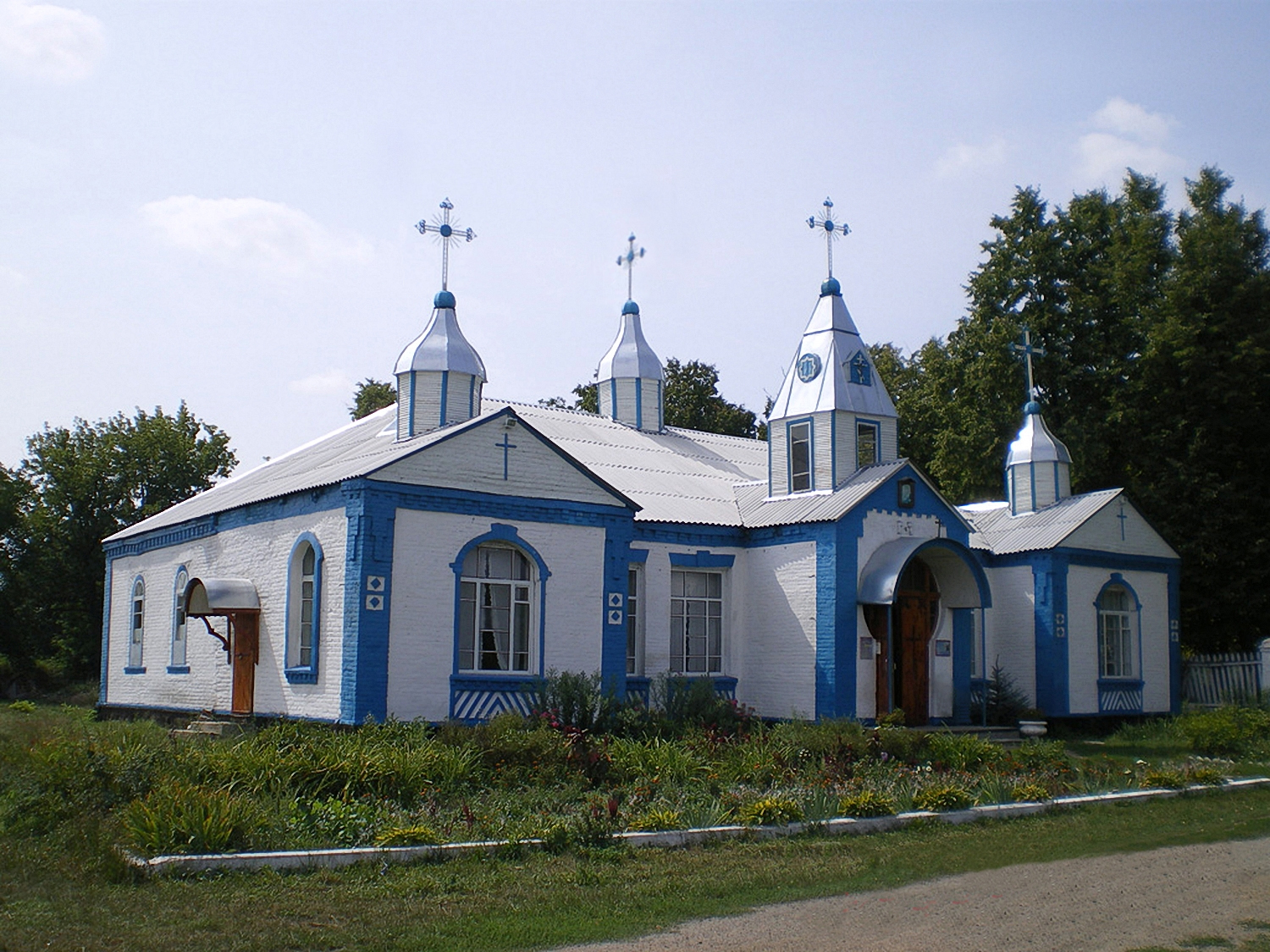
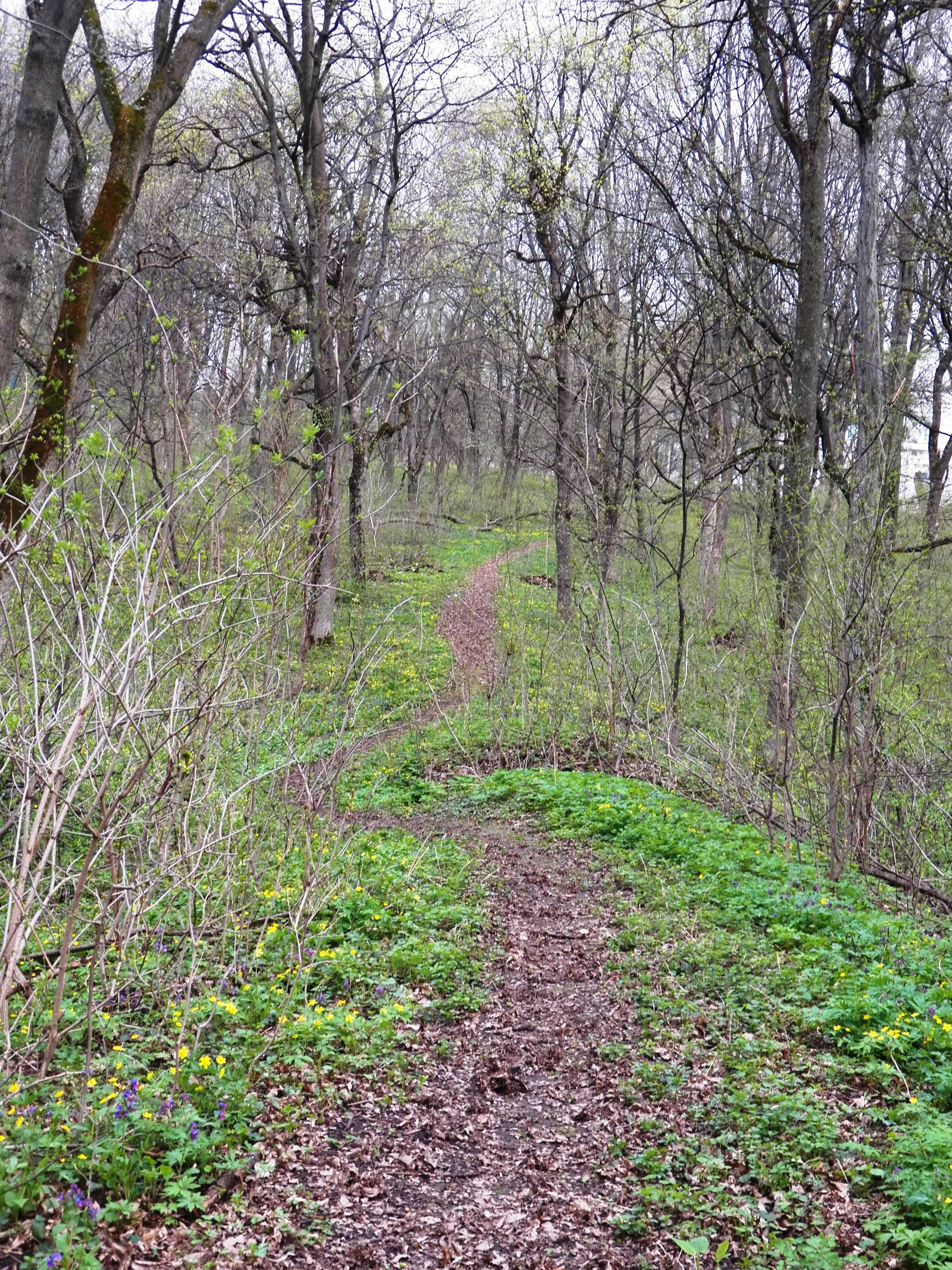
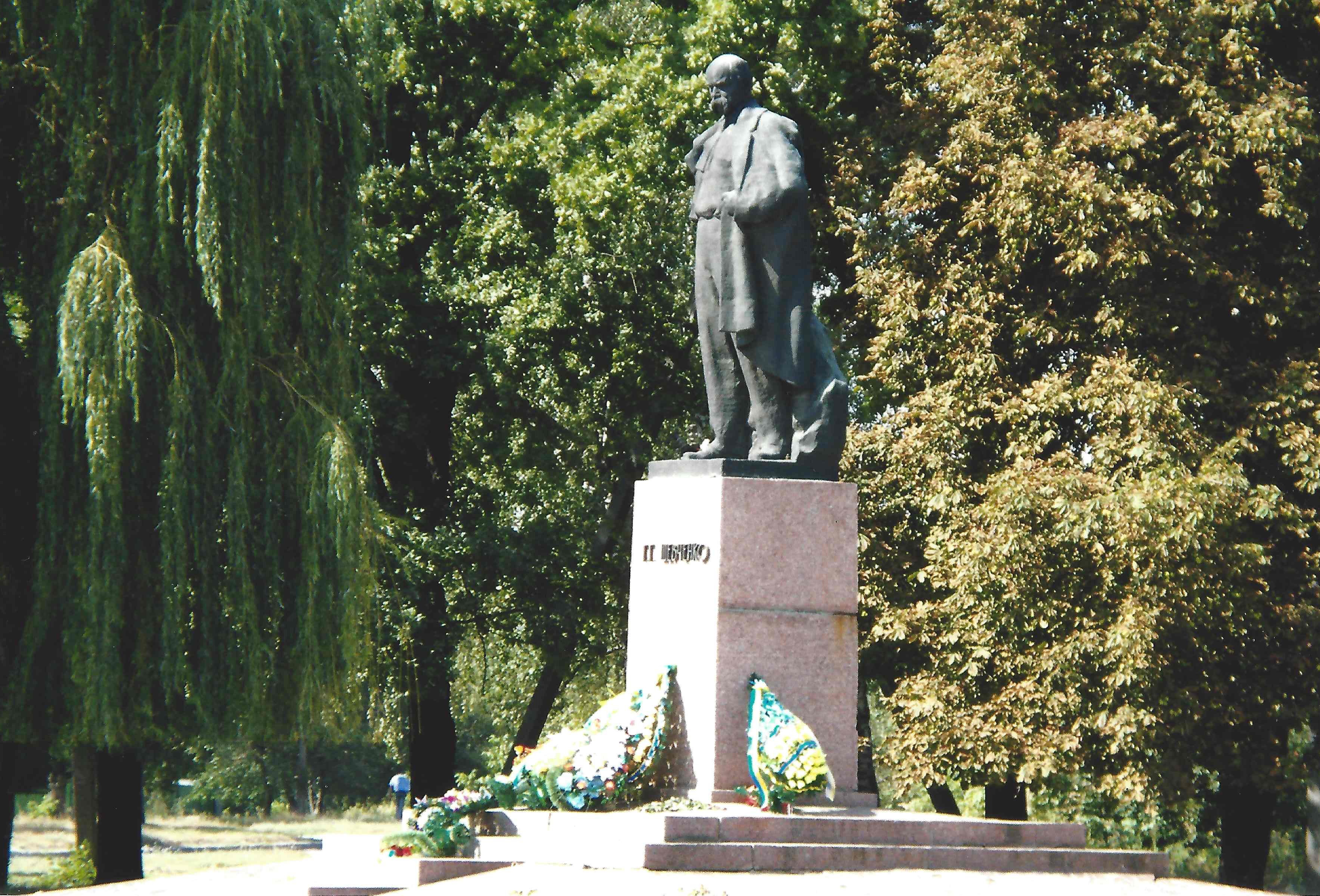
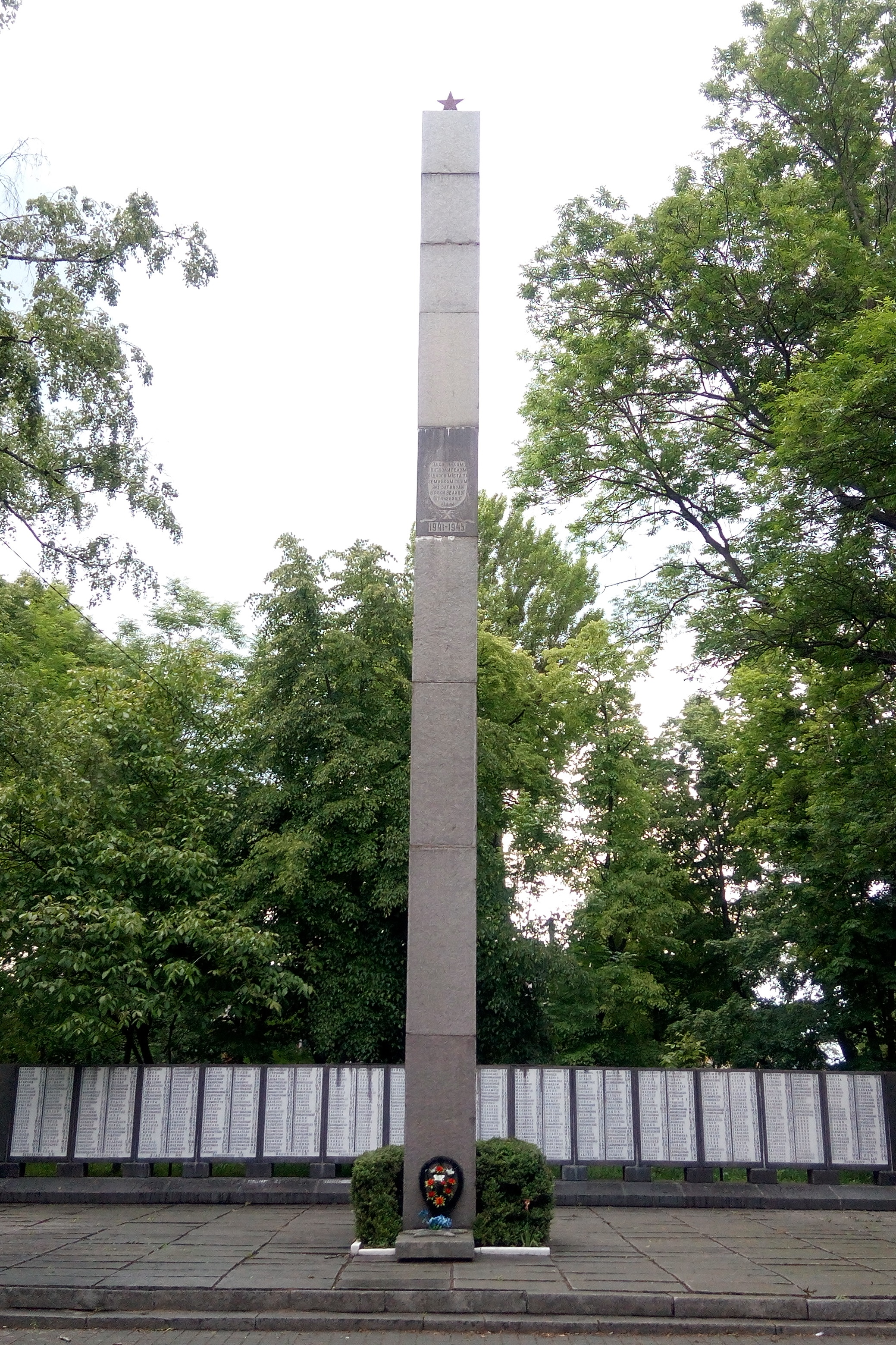

## 友好城市
- 美国 奥斯卡卢萨